# 다이오 와사비 농장

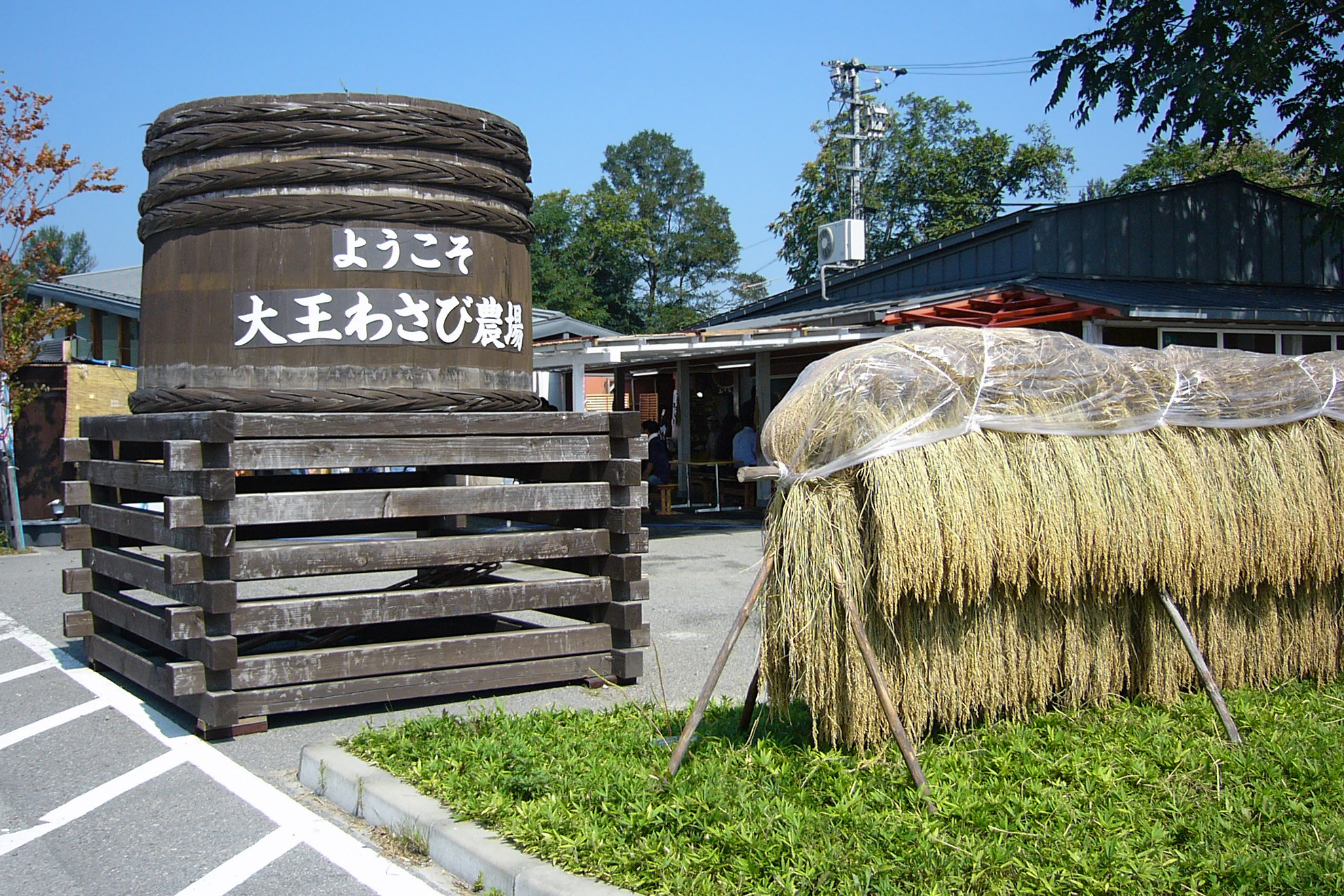
다이오 와사비 농장 입구

다이오 와사비 농장(일본어: 大王わさび農場 다이오와사비노조[*])은 일본 나가노현 아즈미노시에 있는 와사비 농장이다. 1917년에 개장했다. 북알프스에서 솟아 오르는 물을 이용한 아즈미노 와사비 밭 용수군 일각에 있는 일본 최대 규모의 와사비원이며, 연간 약 120만명이 방문하는 아즈미노 제일의 관광지다.